# قانون امدال
قانون امدآل (Amdahl's law) نشان می‌دهد که مقدار تسریع در یک سامانه پردازش موازی دارای یک حد حداکثر است. این قانون را برای سامانه‌های موازی با بار محاسباتی ثابت به کار می‌رود. امدآل نشان داد که اگر بار محاسباتی ثابت باشد و در زمانی که واحدهای موازی به بی‌نهایت میل کند مقدار تسریع دارای یک حد حداکثر است و از آن مقدار بیشتر نمی‌شود.